# るいか
るいか（1996年1月5日 - ）は、日本の元モデル、元ジュニアアイドル。元エンジェルプロダクション所属。 

## 人物
2005年に小学4年生でエンプロのモデルとしてデビューする、多数作品が出版されている。将来の夢は漫画家である。

## 主な作品
写真集のほとんどは書籍ではなく、CD-Rなどにデータ化されたイメージ集。また電子書籍と呼ばれるメディア写真集が多数販売されており、そのほとんどは所属事務所製のインディーズ作品である。その為郵送されてくる商品は、1目で市販のものと分かる市販のCD-Rが使用されており、肝心の画像データは全てjpgに統一されている。なお、CD-R写真集にはおまけにメイキングのDVD（約30分）がつく。また2007年7月から清純いもうと倶楽部にもギャラリーや動画を公開している。
- 『RUIKA 9歳デジタルムービー Vol.01』
- 『るいか 9歳デジタル写真集 Vol.01』
- 『るいか 9歳デジタル写真集 Vol.02』
- 『るいか 小4デジタル写真集 Vol.03』
- 『るいか 小4デジタル写真集 Vol.04』
- 『るいか 小5デジタル写真集 Vol.05』
- 『Ruika03 小学5年生』
- 『Ruika05 小学5年生』
- 『RUIKA06 小学6年生』
- 『天使的美少女 るいか 小学5年生』
- 『天下無双 RUIKA』
- 『るいか07 小学6年生』
- 『るいか08 小学生ラスト写真集』